# Санфурш, Анри
Анри Санфурш (фр. Henry Sanfourche; 24 апреля 1775, Сарла-ла-Канеда — 20 апреля 1841, Сарла-ла-Канеда) — полковник Королевства Франция; участвовал в 24 военных кампаниях при Наполеоне Бонапарте.

## Биография
Анри Санфурш родился в Сарла-ла-Канеда (Дордонь) 24 марта 1775 года. Вступил в армию в 1791 году солдатом Брестского полка. Стал младшим лейтенантом в 1802 году, затем лейтенантом в 1805 году. В составе 54-го линейного пехотного полка принял участие в германской кампании (1805) в битве под Ульмом, большом манёвре, позволившем разгромить австрийскую армию под командованием генерала Карла Мака. Он также принимал участие в знаменитой битве при Аустерлице, а также в войне третьей коалиции, объединявшей императора Священной Римской империи Франца II и российского императора Александра I.
Он стал капитаном в 1807 году, адъютантом в 1810 году генерала Юга Шарло, в 1812 году командовал батальоном 32-го пехотного полка. В 1829 году стал полковником 27-го полка[уточнить]. Пехотный полк, кавалер ордена Почётного легиона и кавалер ордена Святого Людовика. Он участвовал в общей сложности в 24 военных кампаниях — от кампаний в Пруссии и Польше, кампании Наполеона I в Испании (1808), наполеоновского вторжения в Россию (1812) и его последней кампании во Франции (1814). Последний этап Шестой коалиции.
Умер в Сарла-ла-Канеда 10 апреля 1841 года. Похоронен на кладбище Сарла, рядом с могилой генерала Франсуа Луи Фурнье-Сарловезом.
Он был изображён в фильме 2000 года «Патриот» режиссёра Питера Вудворда.